# Paolo Collaviti
Paolo Collaviti (* 2. Februar 1978 in Lyss) ist ein ehemaliger schweizerisch-italienischer Fussballspieler und -torhüter.

## Karriere
Vor der Jahrtausendwende spielte Collaviti beim SV Lyss. Von dort wechselte er als Ersatztorhüter zum BSC Young Boys. Nach vier Jahren verliess er die Berner Richtung Servette FC Genève. Da diese wegen eines Skandals zwangsabstiegen, wechselte er allerdings noch im selben Jahr zum FC Luzern. Auch dort konnte er sich nicht durchsetzen und wurde von Concordia Basel unter Vertrag genommen. Eine Saison später wurde er wieder von den Bernern engagiert und erhielt wegen einer Verletzung von Marco Wölfli die Chance, das Tor in den ersten Spielen der Saison zu hüten.
Im Juli 2010 entschloss er sich, seine aktive Laufbahn zu beenden. Collaviti bleibt den Bernern in der Funktion als Torhüterscout erhalten. Seit Sommer 2012 ist er Torhütertrainer bei den Berner Young Boys.